# Kościół św. Małgorzaty w Kamieniu
Kościół Świętej Małgorzaty w Kamieniu – rzymskokatolicki kościół filialny należący do parafii sw. Barbary w Radawnicy (dekanat Złotów I diecezji bydgoskiej).
Jest to dawna świątynia ewangelicka wzniesiona w 1803 roku. Przejęta została przez kościół katolicki w 1945 roku. Kościół był restaurowany w 2004 roku.
Budowla jest szachulcowa, wybudowana została w konstrukcji słupowo-ramowej wypełnionej cegłą. Świątynia jest salowa, bez wydzielonego prezbiterium z nawy, zamknięta jest trójbocznie. Kościół jest orientowany. Budowlę nakrywa dach jednokalenicowy, pokryty eternitem. Ściany wewnątrz kościoła są otynkowane. Wnętrze budowli jest nakryte drewnianym stropem płaskim z fasetą. Empory z balustradami są ozdobione malowanymi scenami ze Starego Testamentu. Ołtarz główny w stylu neobarokowym pochodzi z XIX wieku. Oprócz tego we wnętrzu znajdują się: ambona i chrzcielnica.